# Съли
Окръг Съли (на английски: Sully County) е окръг в щата Южна Дакота, Съединени американски щати. Площта му е 2772 km², а населението - 1407 души (2017). Административен център е град Онайда.